# Горная пака
Горная пака (Cuniculus taczanowskii) — вид грызунов семейства паковых, обитает в горах Перу, Эквадора, Колумбии и северо-запада Венесуэлы на высотах от 1500 до 3700 м над уровнем моря.

## Этимология
Родовое название происходит от латинского Cuni – «кролик» с суффиксом ulus, означающим «как», «аналогично», вместе Cuniculus – «как кролик». Видовое название дано польским исследователем Перу Яном Штольцманом в честь его старшего коллеги и учителя Вдадислава Тачановского, польского зоолога, также совершившего экспедицию в Перу в 1884 году.

## Морфология
Большие грызуны со средним весом 9 кг и длиной 70 см. Самки немного меньше, чем самцы. Имеют короткие ноги и крепкое тело и голову с большими глазами. На передних конечностях  четыре пальца, на задних - пять (первый и пятый уменьшены); когти по форме и функции напоминают небольшие копытцы. Хвост короткий и голый. Череп легко распознать по исключительно большой скуловой кости. Скуловая дуга расширена латерально и дорсально и используется как резонирующая камера - уникальная особенность среди млекопитающих. Мех от красновато-коричневого до шоколадно-коричневого с обеих сторон от трёх до пяти рядов белых пятен. Нижняя часть тела белая или желтоватая. Детёныши рождаются покрытыми мехом такой же окраски. Мех грубый без подшерстка, но густой и защищает горных пак от низких температур в горах.

## Распространение и поведение
Ночные, наземные животные, но живущие у рек или водно-болотных угодий. Живут в норах, построенных на глинистых почвах по берегам рек. Они часто используют воду, чтобы избежать опасности, потому что они хорошие плавцы. Так как ведут ночной образ жизни, то проводят день в подземных норах до пяти метров длиной. Питаются в основном фруктами и орехами, хотя могут есть и мелкие семена. Рассматриваются как важные распространители семян многих видов плодовых деревьев. Они моногамны, однако самки и самцы живут в рядом расположенных норах. Размножаются два раза в год; период беременности длится 118 дней. Обычно рождается один детёныш, но в редких случаях – два. Молочное вскармливание прекращается через три месяца после рождения. Стремятся селиться подальше от людей. 

## Охрана
На горную паку охотятся из-за её калорийного мяса, которое считается деликатесом, особенно в сельских общинах. Благодаря быстрому росту, его можно разводить в неволе для коммерческого использования. Однако он имеет низкую репродуктивную способность, и его численность в последние годы значительно сократилась из-за охоты и разрушения среды обитания. На охраняемых территориях этого вида довольно много.